# Le Grand-Village-Plage

Le Grand-Village-Plage este o comună în departamentul Charente-Maritime, Franța. În 1 ianuarie 2022 avea o populație de 1.096 de locuitori.